# Lew Iwanowitsch Rownin
Lew Iwanowitsch Rownin (russisch Лев Иванович Ровнин; * 2. November 1928 in Termiz; † 29. Oktober 2014 in Moskau) war ein sowjetisch-russischer Geologe, Minister und Hochschullehrer.

## Leben
Rownin wuchs in Arkadak auf und besuchte die Mittelschule in Saratow. Er studierte an der Staatlichen Universität Saratow in der Geologie-Fakultät mit Abschluss 1951. Darauf arbeitete er in der Ijewlewo-Bohrgruppe und in der Pokrowo-Erdölprospektionsgruppe des Tjumener Erdöl-Geologietrusts Tjumenneftegeologija, dessen Chefgeologe er 1953 wurde.
1958 wurde Rownin Chefgeologe und Vizechef der Tjumener Geologie-Verwaltung. Ihm gelang es zusammen mit Raul-Juri Georgijewitsch Ervier, von der Nowosibirsker Geologie-Verwaltung die Surgut- und Nischnewartowsk-Erdölprospektion übertragen zu bekommen. Im Winter 1960 zeigten die geophysikalischen Daten eine Erdölanreicherung um Megion an, so dass im März 1961 die Megion-Lagerstätte identifiziert wurde. Beteiligt war er auch an den Entdeckungen der Erdöllagerstätten Ust-Balykskoje, Mamontowskoje bei Pyt-Jach, Surgutskoje, Schaimskoje bei Meschduretschenski, Samotlorskoje bei Nischnewartowsk u. a. im Autonomen Kreis der Chanten und Mansen.
1967 wurde Rownin Leiter der Hauptverwaltung für Erdöl- und Erdgas-Suche und -Prospektion und Kollegiumsmitglied des Ministeriums für Geologie in Moskau. 1970 wurde er Minister für Geologie der RSFSR als Nachfolger Sergei Wassiljewitsch Gorjunows. Am 31. Oktober 1987 schied Rownin aus dem Amt und wurde Berater und Hauptspezialist des Obersten Sowjets der RSFSR (bis 1992).
1993 wurde Rownin Hauptspezialist und Berater des Vorstandsvorsitzenden der Aktiengesellschaft Rossschelf.
Rownin hielt Vorlesungen über Meeresgeologie am Lehrstuhl für Grundlagen der Meereserdöllagerstätten der Gubkin-Universität für Erdöl und Gas in Moskau. Er gründete und leitete die Allrussische Organisation der Geologie-Veteranen.

## Ehrungen, Preise
- Leninpreis im Bereich Technik (1964 zusammen mit Michail Kalinnikowitsch Korowin (postum), Sofja Gdaljewna Belkina, Alexander Grigorjewitsch Bystrizki, Lew Grigorjewitsch Zibulin, Boris Wlassowitsch Saweljew, Wladimir Wladimirowitsch Ansimow, Raul-Juri Georgijewitsch Ervier, Albert Grigorjewitsch Judin, Wladimir Panteleimonowitsch Kasarinow, Nikolai Nikititsch Rostowzew, Wassili Dmitrijewitsch Naliwkin und Tatjana Iwanowna Ossyko für die perspektivische Erforschung der Erdöl-Vorkommen des Westsibirischen Tieflands und Entdeckung des ersten westsibirischen Erdgas-Vorkommens im Berjosowo-Rajon)[3]
- Leninorden (1963)[3]
- Held der sozialistischen Arbeit mit Leninorden und Hammer-und-Sichel-Goldmedaille (1968)[3]
- Orden des Roten Banners der Arbeit (1971, 1976)[3]
- Erstentdecker des Gasfelds Urengoi (1974)
- Verdienter Geologe der RSFSR (1978)
- Orden der Ehre (2001)[3]